# ミッドナイトDJ (テレビドラマ)
『ミッドナイトDJ/真夜中のDJ』(原題=Midnight Caller/ミッドナイト・コーラー)は、アメリカ合衆国のテレビドラマシリーズ。日本国内でも1990年代に『ミッドナイト・コーラー』のタイトルでテレビ放映されていた。

## 概要
刑事ジャック・キリアン（演：ゲイリー・コール）は職務中に相棒の刑事を誤射して失う。酒に溺れる失望の日々が続く中、元々しゃべりのうまさから、ラジオ局のDJにスカウトされ、深夜番組を「ナイトホーク」の名で担当するが、そこで、様々な事件に遭遇。元刑事の経歴を活かし、事件を解決していく。

## 出演者
- ゲイリー・コール（ジャック・キリアン役　声：大塚明夫）
- ウェンディ・キルボーン（デヴォン・キング役）
- デニス・ダン（ビリー・ポー役）
- マイケルティ・ウィリアムソン（ディーコン・ブリッジス役）
- アーサー・タキサー（カール・ジマク警部補役　声：田原アルノ）
- チャールズ・マーティネー
- ホイト・アクストン
- ファラン・タヒール
- ハロルド・グールド
- ウィリアム・シャラート

## 日本での放映
国内では東北新社が権利を所持していたので、出資関係のあるスター・チャンネルで、シリーズが先行放映される。
その後、フジテレビなどの地上波の深夜帯にも放映された。

## ビデオ販売
日本コロムビアより、VHSビデオが数話分のみ販売されており、当時レンタルビデオ店でも陳列されていた。全て、字幕スーパーである。
- 発売日1990年5月21日
  - ブーケは死の香り
  - １２口径のレクイエム
- 発売日1990年9月21日
  - 死者との誓い